# 山口弘達
山口 弘達（やまぐち ひろよし）は、常陸牛久藩の第12代（最後）の藩主。のちに子爵。

## 来歴
万延元年（1860年）3月23日、第11代藩主山口弘敞の長男として生まれる。文久2年（1862年）8月6日、父が死去したため、わずか3歳で家督を継いだ。慶応4年（1868年）2月20日、幼少のために重臣を上洛させて、恭順の姿勢を示した。戊辰戦争で藩は新政府に与し、龍ヶ崎や水海道へ出兵する。同年10月5日、上洛する。明治2年（1869年）の版籍奉還で知藩事（家禄370石）となり、明治4年（1871年）7月の廃藩置県で免官、11月まで牛久県知事を務めた。
明治5年（1872年）、旧藩の債務のうち2779両を私債として引き受ける。明治17年（1884年）、子爵。以後、学習院の教授を務める。明治23年（1890年）7月10日、貴族院議員に選ばれ、大正14年（1925年）7月10月まで5期務めた。昭和7年（1932年）7月18日に死去した。享年73。

## 栄典
- 1914年（大正3年）6月18日 - 勲三等瑞宝章[2]

## 家族
父母
- 山口弘敞（父）
- 源 ー 本多忠升の娘（母）

妻
- 土井谷子 ー 土井利善の娘（前妻）
- 須寿 ー 本庄宗武の娘（後妻）

子女
- 山口弘徳（長男）
- 米倉昌達（三男）
- 山口重鑑（四男）
- 山口重虎（五男）
- 山口重秋（六男）